# Comité national olympique namibien
Le Comité national olympique namibien (en anglais, Namibian National Olympic Committee) est le comité national olympique de la Namibie, fondé en 1990. L'année suivante, il était reconnu par le Comité international olympique.